# Grand Prix Formule 1 van Nederland 1982
De Grand Prix Formule 1 van Nederland 1982 werd verreden op 3 juli op het circuit van Zandvoort. Het was de negende race van het seizoen.

## Uitslag
| Pos. | Nr. | Coureur            | Constructeur   | Rondes | Tijd / Oorzaak uitval | Grid | Punten |
| ---- | --- | ------------------ | -------------- | ------ | --------------------- | ---- | ------ |
| 1    | 28  | Didier Pironi      | Ferrari        | 72     | 1:38:03.254           | 4    | 9      |
| 2    | 1   | Nelson Piquet      | Brabham-BMW    | 72     | + 21.649              | 3    | 6      |
| 3    | 6   | Keke Rosberg       | Williams-Ford  | 72     | + 22.365              | 7    | 4      |
| 4    | 8   | Niki Lauda         | McLaren-Ford   | 72     | + 1:23.729            | 5    | 3      |
| 5    | 5   | Derek Daly         | Williams-Ford  | 71     | + 1 Ronde             | 12   | 2      |
| 6    | 30  | Mauro Baldi        | Arrows-Ford    | 71     | + 1 Ronde             | 16   | 1      |
| 7    | 3   | Michele Alboreto   | Tyrrell-Ford   | 71     | + 1 Ronde             | 14   |        |
| 8    | 27  | Patrick Tambay     | Ferrari        | 71     | + 1 Ronde             | 6    |        |
| 9    | 7   | John Watson        | McLaren-Ford   | 71     | + 1 Ronde             | 11   |        |
| 10   | 29  | Marc Surer         | Arrows-Ford    | 71     | + 1 Ronde             | 17   |        |
| 11   | 23  | Bruno Giacomelli   | Alfa Romeo     | 70     | + 2 Rondes            | 8    |        |
| 12   | 9   | Manfred Winkelhock | ATS-Ford       | 70     | + 2 Rondes            | 18   |        |
| 13   | 10  | Eliseo Salazar     | ATS-Ford       | 70     | + 2 Rondes            | 25   |        |
| 14   | 31  | Jean-Pierre Jarier | Osella-Ford    | 69     | + 3 Rondes            | 23   |        |
| 15   | 2   | Riccardo Patrese   | Brabham-BMW    | 69     | + 3 Rondes            | 10   |        |
| NF   | 17  | Jochen Mass        | March-Ford     | 60     | Motor                 | 24   |        |
| NF   | 33  | Jan Lammers        | Theodore-Ford  | 41     | Motor                 | 26   |        |
| NF   | 11  | Elio de Angelis    | Lotus-Ford     | 40     | Handling              | 15   |        |
| NF   | 22  | Andrea de Cesaris  | Alfa Romeo     | 35     | Elektrisch probleem   | 9    |        |
| NF   | 15  | Alain Prost        | Renault        | 33     | Motor                 | 2    |        |
| NF   | 16  | René Arnoux        | Renault        | 21     | Crash, wiel verloren  | 1    |        |
| NF   | 4   | Brian Henton       | Tyrrell-Ford   | 21     | Gaspedaal             | 20   |        |
| NF   | 18  | Raul Boesel        | March-Ford     | 21     | Motor                 | 22   |        |
| NF   | 20  | Chico Serra        | Fittpaldi-Ford | 18     | Benzinesysteem        | 19   |        |
| NF   | 35  | Derek Warwick      | Toleman-Hart   | 15     | Olielek               | 13   |        |
| NF   | 26  | Jacques Laffite    | Ligier-Matra   | 4      | Handling              | 21   |        |
| NQ   | 14  | Roberto Guerrero   | Ensign-Ford    |        |                       |      |        |
| NQ   | 36  | Teo Fabi           | Toleman-Hart   |        |                       |      |        |
| NQ   | 25  | Eddie Cheever      | Ligier-Matra   |        |                       |      |        |
| NQ   | 12  | Roberto Moreno     | Lotus-Ford     |        |                       |      |        |
| PQ   | 19  | Emilio de Villota  | March-Ford     |        |                       |      |        |

## Statistieken
| Pole-position | René Arnoux   | Renault      | 1:14.233 |
| Snelste ronde | Derek Warwick | Toleman-Hart | 1:19.780 |

## Noot
- Dit was het debuut van de Braziliaanse coureur Roberto Moreno.
- Eerste snelste ronde voor Derek Warwick.

1948 · 1949 · 1950 · 1951 · 1952 · 1953 · 1955 · 1958 · 1959 · 1960 · 1961 · 1962 · 1963 · 1964 · 1965 · 1966 · 1967 · 1968 · 1969 · 1970 · 1971 · 1973 · 1974 · 1975 · 1976 · 1977 · 1978 · 1979 · 1980 · 1981 · 1982 · 1983 · 1984 · 1985 · 2020 · 2021 · 2022 · 2023 · 2024 · 2025  · 2026